# La Chaise
La Chaise é uma comuna francesa na região administrativa de Grande Leste, no departamento de Aube. Estende-se por uma área de 8,81 km². Em 2010 a comuna tinha 35 habitantes (densidade: 4 hab./km²).